# Аль (река)
Аль (чув. Эл) — река в России, протекает по Чувашии. Левый приток реки Ута.

## Описание
Длина реки 30 км, площадь водосборного бассейна — 274 км². Берёт начало в лесах к северу от деревни Берёзовка Канашского района. В верховьях протекает мимо упомянутой деревни и далее течёт по открытой густонаселённой местности Янтиковского района. Общее направление течения — юго-восточное. Впадает в Уту в 1,5 км к юго-западу от посёлка Октябрь.
Средний расход воды в 2,8 км от устья 0,15 м³/с. Основной приток — Соломинка (пр.), впадает у села Янтиково. В нижнем течении справа впадает протока от реки Ута. У верховьев реки находится озеро Аль.

### Изменение устья
Ранее река впадала в Кубню в 59 км от её устья по левому берегу у посёлка Октябрь (у самого устья на протяжении примерно 0,1 км по реке Аль проходила граница Чувашии и Татарстана). Ныне старое русло в низовьях засыпано, воды реки поступают по бывшей протоке в реку Ута, которая вскоре сама впадает в Кубню.

### Населённые пункты
На реке расположены 14 сёл и деревень. Самые заселённые места на реке — Янтиково, скопления сёл Новое Буяново/Старое Буяново, Алдиарово/Беляево. Всего в бассейне насчитывается 24 населённых пункта, включая Турмыши, Яншихово-Норваши, Подлесное/Иваново. Общая численность населения в бассейне составляет 10,2 тысяч человек (2021 г.).

## Данные водного реестра
По данным государственного водного реестра России относится к Верхневолжскому бассейновому округу, водохозяйственный участок реки — Свияга от села Альшеево и до устья, речной подбассейн реки — Волга от впадения Оки до Куйбышевского водохранилища (без бассейна Суры). Речной бассейн реки — (Верхняя) Волга до Куйбышевского водохранилища (без бассейна Оки).
Код водного объекта в государственном водном реестре — 08010400612112100003024.